# Rampillon
Pour les articles homonymes, voir Rampillon (homonymie).
Rampillon est une commune française située dans le département de Seine-et-Marne en région Île-de-France.

## Géographie

### Localisation
Le bourg se situe à 3,7 km à l'est de Nangis. Il est longé au nord par la ligne Paris-Est - Mulhouse-Ville, au-delà de laquelle se trouve également la route départementale no 619.

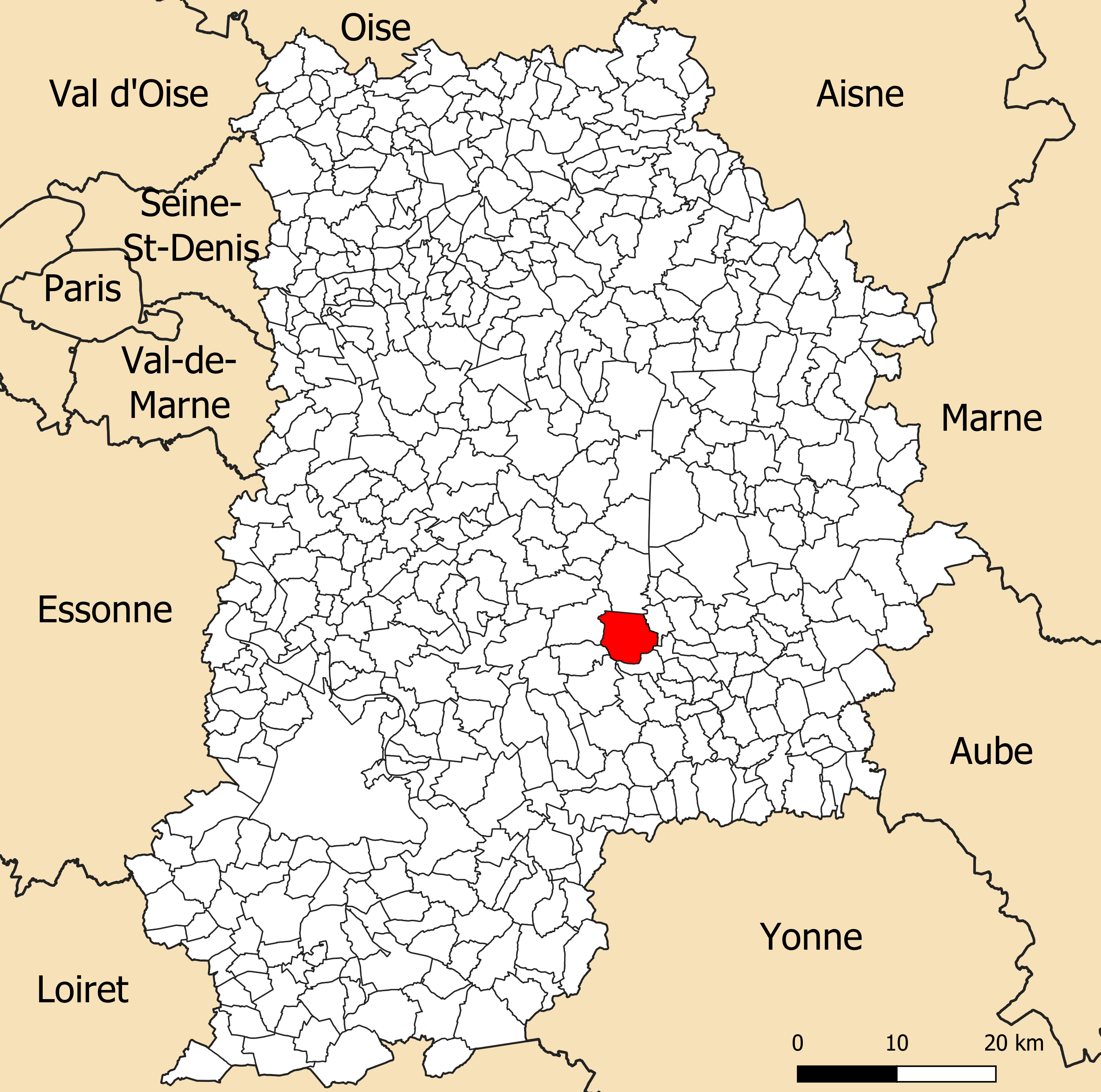
Localisation de la commune de Rampillon dans le département de Seine-et-Marne.

### Communes limitrophes
Les communes limitrophes sont  Fontains, La Croix-en-Brie, Meigneux, Nangis, Sognolles-en-Montois, Vanvillé et Villeneuve-les-Bordes.

### Géologie et relief
L'altitude de la commune varie de 120 mètres à 144 mètres pour le point le plus haut, le centre du bourg se situant à environ 142 mètres d'altitude (mairie). Elle est classée en zone de sismicité 1, correspondant à une sismicité très faible.

### Hydrographie

#### Réseau hydrographique

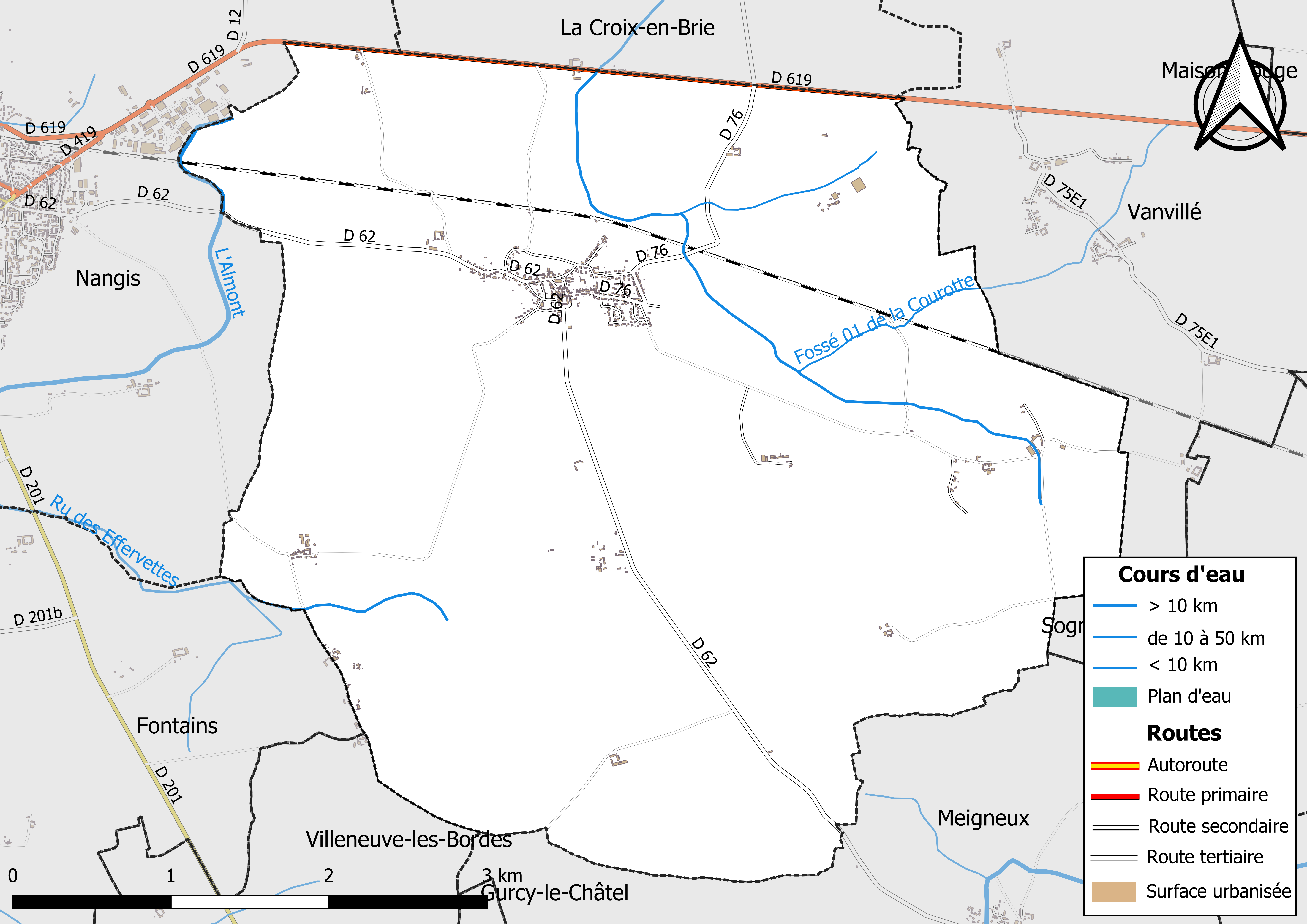
Carte des réseaux hydrographique et routier de Rampillon.

- la rivière l’Almont (ou ru d'Ancœur ou ru de Courtenain), longue de 42,15 km[3], affluent de la Seine en rive droite ;
  - le ru des Effervettes, 5,41 km[4], qui conflue avec l’Almont ;
- le cours d'eau 01 de la Fontaine Gain, 7,40 km[5], affluent de l’Yvron ;
  - le fossé 01 de la Fontaine Pierrotte, 1,36 km[6], et ;
  - le fossé 01 de la Courotte, 3,11 km[7], qui confluent avec le cours d'eau 01 de la Fontaine Gain.

La longueur totale des cours d'eau sur la commune est de 9,48 km.

#### Gestion des cours d'eau
Afin d’atteindre le bon état des eaux imposé par la Directive-cadre sur l'eau du 23 octobre 2000, plusieurs outils de gestion intégrée s’articulent à différentes échelles : le SDAGE, à l’échelle du bassin hydrographique, et le SAGE, à l’échelle locale. Ce dernier fixe les objectifs généraux d’utilisation, de mise en valeur et de protection quantitative et qualitative des ressources en eau superficielle et souterraine. Le département de Seine-et-Marne est couvert par six SAGE, au sein du bassin Seine-Normandie.
La commune fait partie du SAGE « Yerres », approuvé le 13 octobre 2011. Le territoire de ce SAGE correspond au bassin versant de l’Yerres, d'une superficie de 1 017 km2, parcouru par un réseau hydrographique de 450 kilomètres de long environ, répartis entre le cours de l’Yerres et ses affluents principaux que sont : le ru de l'Étang de Beuvron, la Visandre, l’Yvron, le Bréon, l’Avon, la Marsange, la Barbançonne, le Réveillon. Le pilotage et l’animation du SAGE sont assurés par le syndicat mixte pour l'assainissement et la gestion des eaux du bassin versant de l’Yerres (SYAGE), qualifié de « structure porteuse ».

### Climat
Pour des articles plus généraux, voir Climat de l'Île-de-France et Climat de Seine-et-Marne.
En 2010, le climat de la commune est de type climat océanique dégradé des plaines du Centre et du Nord, selon une étude du CNRS s'appuyant sur une série de données couvrant la période 1971-2000. En 2020, Météo-France publie une typologie des climats de la France métropolitaine dans laquelle la commune est exposée à un climat océanique altéré et est dans la région climatique Nord-est du bassin Parisien, caractérisée par un ensoleillement médiocre, une pluviométrie moyenne régulièrement répartie au cours de l’année et un hiver froid (3 °C).
Pour la période 1971-2000, la température annuelle moyenne est de 10,7 °C, avec une amplitude thermique annuelle de 15,4 °C. Le cumul annuel moyen de précipitations est de 736 mm, avec 11,4 jours de précipitations en janvier et 8 jours en juillet. Pour la période 1991-2020, la température moyenne annuelle observée sur la station météorologique la plus proche, située sur la commune de Grandpuits-Bailly-Carrois à 8 km à vol d'oiseau, est de 11,3 °C et le cumul annuel moyen de précipitations est de 704,0 mm,. Pour l'avenir, les paramètres climatiques de la commune estimés pour 2050 selon différents scénarios d'émission de gaz à effet de serre sont consultables sur un site dédié publié par Météo-France en novembre 2022.

### Milieux naturels et biodiversité
Aucun espace naturel présentant un intérêt patrimonial n'est recensé sur la commune dans l'inventaire national du patrimoine naturel,,.

## Urbanisme

### Typologie
Au 1er janvier 2024, Rampillon est catégorisée bourg rural, selon la nouvelle grille communale de densité à sept niveaux définie par l'Insee en 2022.
Elle est située hors unité urbaine. Par ailleurs la commune fait partie de l'aire d'attraction de Paris, dont elle est une commune de la couronne,. Cette aire regroupe 1 929 communes,.

### Lieux-dits et écarts
La commune compte 111 lieux-dits administratifs répertoriés consultables ici (source : le fichier Fantoir).

### Occupation des sols
L'occupation des sols de la commune, telle qu'elle ressort de la base de données européenne d’occupation biophysique des sols Corine Land Cover (CLC), est marquée par l'importance des territoires agricoles (89,4 % en 2018), une proportion identique à celle de 1990 (89,4 %). La répartition détaillée en 2018 est la suivante : 
terres arables (89,4% ), forêts (8,3% ), zones urbanisées (2,3 %).
Parallèlement, L'Institut Paris Région, agence d'urbanisme de la région Île-de-France, a mis en place un inventaire numérique de l'occupation du sol de l'Île-de-France, dénommé le MOS (Mode d'occupation du sol), actualisé régulièrement depuis sa première édition en 1982. Réalisé à partir de photos aériennes, le Mos distingue les espaces naturels, agricoles et forestiers mais aussi les espaces urbains (habitat, infrastructures, équipements, activités économiques, etc.) selon une classification pouvant aller jusqu'à 81 postes, différente de celle de Corine Land Cover,,. L'Institut met également à disposition des outils permettant de visualiser par photo aérienne l'évolution de l'occupation des sols de la commune entre 1949 et 2018.

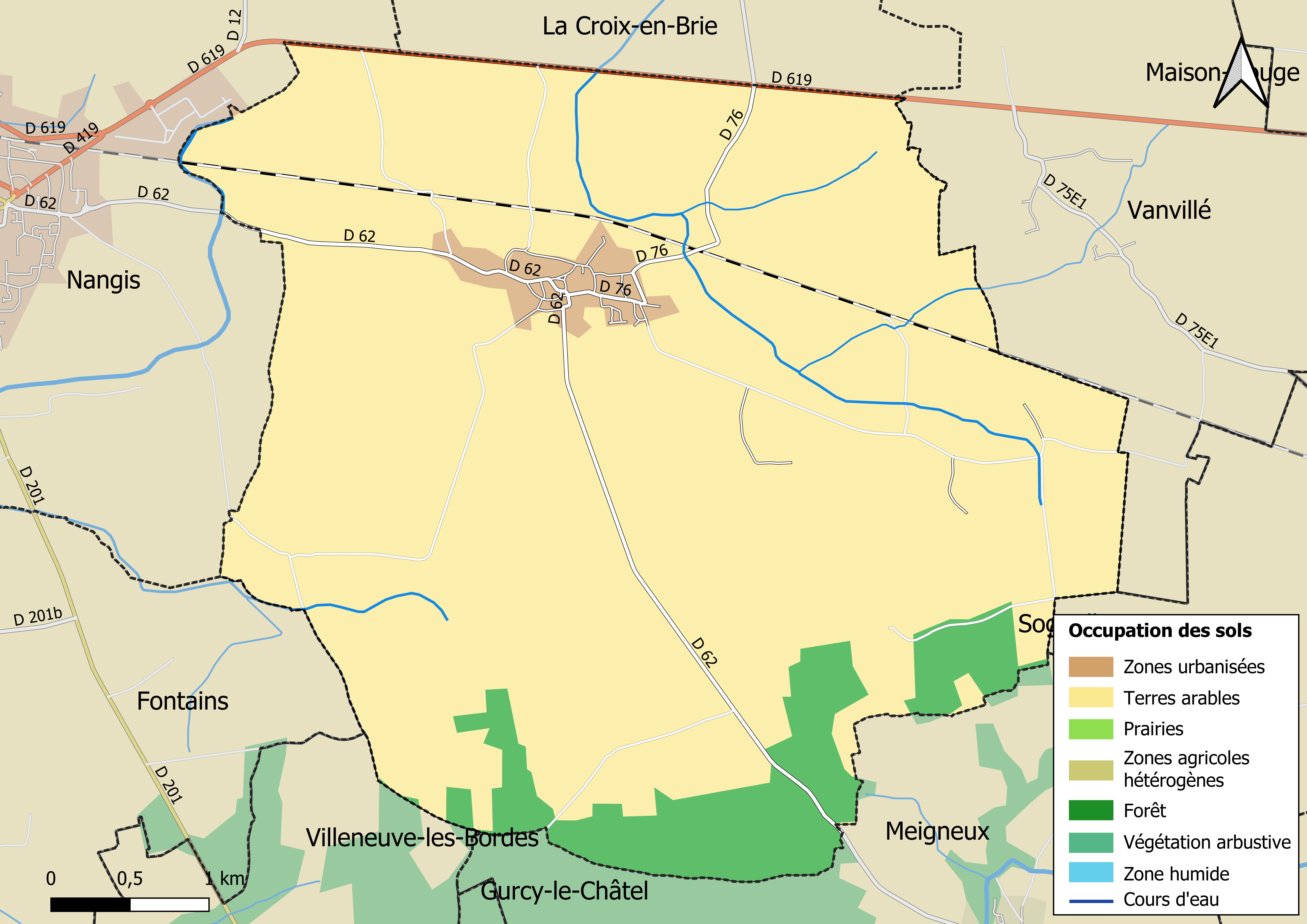
Carte des infrastructures et de l'occupation des sols en 2018 (CLC) de la commune.
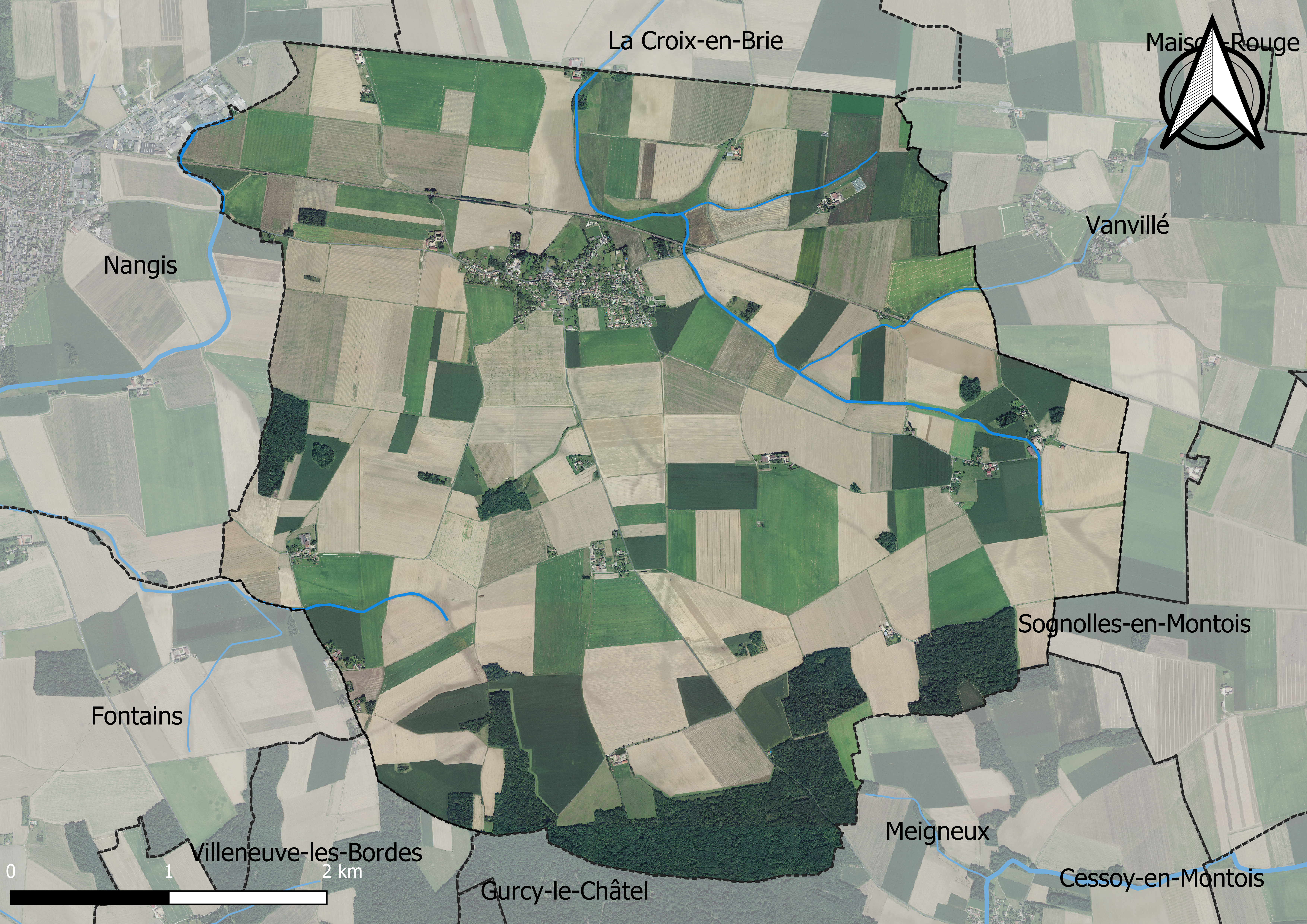
Carte orhophotogrammétrique de la commune.

### Planification
La commune ne disposait pas en 2019 de document d'urbanisme opérationnel et le règlement national d'urbanisme s'appliquait donc pour la délivrance des permis de construire.

### Logement
En 2016, le nombre total de logements dans la commune était de 339 dont 95,6 % de maisons et 3,5 % d'appartements.
Parmi ces logements, 88,8 % étaient des résidences principales, 4,1 % des résidences secondaires et 7,1 % des logements vacants.
La part des ménages fiscaux propriétaires de leur résidence principale s'élevait à 85,4 % contre 13 % de locataires et 1,7 % logés gratuitement.

## Toponymie
Le nom de la localité est mentionné sous les formes Rampeillon en 1106 ; Rampeolon en 1189 ; S. de Rumpellon vers 1210 ; Rampellon en 1220 ; Ranpeillun vers 1222 ; Rampilliacum en 1243 ; Rampillis, en 1261 ; Rampeloin en 1301 ; Ranpelun en 1304 ; Rompillon en 1311 ; Rampillo en 1315 ; Rempillon en Brie en 1415 ; Rapillon en 1430.
Sans doute un toponyme désignant une pente (diminutif de rampe).
Du point de vue odonymique, on trouve une rue des Templiers alors que cet ordre militaire n'a jamais été présent à Rampillon, il a été confondu par certains historiens avec les Hospitaliers.

## Histoire

### Les Hospitaliers
Mentionnée au XIIe siècle, la ville est le siège d'une commanderie de Rampillon de l'ordre de Saint-Jean de Jérusalem, créée aux confins du comté de Champagne et du domaine royal.
Seigneurie de l'évêque de Sens, puis des Hospitaliers, la paroisse est sous le patronage de saint Eliphe ou saint Élophe, un saint lorrain qui a donné son nom à la commune Soulosse-sous-Saint-Élophe dans le département des Vosges et dans lequel il fut enseveli après avoir subi le martyre.
La légende veut en effet qu'il eût la tête coupée et qu'il soit allé la déposer en haut d'une colline. Sur le trumeau du portail de l'église de Rampillon il est représenté sous la forme d'un jeune homme à la barbe soignée, en robe de diacre.

## Politique et administration

### Liste des maires
| Période                                  | Période  | Identité         | Étiquette | Qualité            |
| ---------------------------------------- | -------- | ---------------- | --------- | ------------------ |
| Les données manquantes sont à compléter. |          |                  |           |                    |
| 1901                                     |          | Joseph Dumond    |           |                    |
| 1920                                     |          | Charles Pillou   |           |                    |
| 1927                                     |          | Eugène Berton    |           |                    |
| 1929                                     |          | Arthur Renvoise  |           |                    |
| 1941                                     |          | Louis Mathe      |           |                    |
| 1945                                     |          | Louis Bastie     |           |                    |
| 1947                                     |          | Camille Guedes   |           |                    |
| mars 1984                                | 1989     | Guy Taillieu     |           |                    |
| mars 1989                                | 2006     | Robert Gaillard  |           |                    |
| mai 2006                                 | 2014     | Paul Laclémence  |           | Comptable          |
| 2014                                     | En cours | Sébastien Coupas |           | Attaché commercial |

## Équipements et services

### Eau et assainissement
L’organisation de la distribution de l’eau potable, de la collecte et du traitement des eaux usées et pluviales relève des communes. La loi NOTRe de 2015 a accru le rôle des EPCI à fiscalité propre en leur transférant cette compétence. Ce transfert devait en principe être effectif au 1er janvier 2020, mais la loi Ferrand-Fesneau du 3 août 2018 a introduit la possibilité d’un report de ce transfert au 1er janvier 2026,.

#### Assainissement des eaux usées
En 2020, la commune de Rampillon gère le service d’assainissement collectif (collecte, transport et dépollution) en régie directe, c’est-à-dire avec ses propres personnels.
L’assainissement non collectif (ANC) désigne les installations individuelles de traitement des eaux domestiques qui ne sont pas desservies par un réseau public de collecte des eaux usées et qui doivent en conséquence traiter elles-mêmes leurs eaux usées avant de les rejeter dans le milieu naturel. La communauté de communes de la Brie nangissienne (CCBN) assure pour le compte de la commune le service public d'assainissement non collectif (SPANC), qui a pour mission de vérifier la bonne exécution des travaux de réalisation et de réhabilitation, ainsi que le bon fonctionnement et l’entretien des installations. Cette prestation est déléguée à l'entreprise Veolia, dont le contrat arrive à échéance le 31 décembre 2021,.

#### Eau potable
En 2020, l'alimentation en eau potable est assurée par la commune qui en a délégué la gestion à l'entreprise Aqualter Exploitation, dont le contrat expire le 31 mars 2021,.
Les nappes de Beauce et du Champigny sont classées en zone de répartition des eaux (ZRE), signifiant un déséquilibre entre les besoins en eau et la ressource disponible. Le changement climatique est susceptible d’aggraver ce déséquilibre. Ainsi afin de renforcer la garantie d’une distribution d’une eau de qualité en permanence sur le territoire du département, le troisième Plan départemental de l’eau signé, le 3 octobre 2017, contient un plan d’actions afin d’assurer avec priorisation la sécurisation de l’alimentation en eau potable des Seine-et-Marnais. A cette fin a été préparé et publié en décembre 2020 un schéma départemental d’alimentation en eau potable de secours dans lequel huit secteurs prioritaires sont définis. La commune fait partie du secteur Nangis.

## Population et société

### Démographie
L'évolution du nombre d'habitants est connue à travers les recensements de la population effectués dans la commune depuis 1793. Pour les communes de moins de 10 000 habitants, une enquête de recensement portant sur toute la population est réalisée tous les cinq ans, les populations de référence des années intermédiaires étant quant à elles estimées par interpolation ou extrapolation. Pour la commune, le premier recensement exhaustif entrant dans le cadre du nouveau dispositif a été réalisé en 2006.

En 2022, la commune comptait 833 habitants, en évolution de +0,85 % par rapport à 2016 (Seine-et-Marne : +3,92 %, France hors Mayotte : +2,11 %).
| 1793 | 1800 | 1806 | 1821 | 1831 | 1836 | 1841 | 1846 | 1851 |
| ---- | ---- | ---- | ---- | ---- | ---- | ---- | ---- | ---- |
| 416  | 494  | 520  | 623  | 581  | 658  | 670  | 710  | 697  |

| 1856 | 1861 | 1866 | 1872 | 1876 | 1881 | 1886 | 1891 | 1896 |
| ---- | ---- | ---- | ---- | ---- | ---- | ---- | ---- | ---- |
| 677  | 694  | 695  | 666  | 662  | 624  | 651  | 623  | 578  |

| 1901 | 1906 | 1911 | 1921 | 1926 | 1931 | 1936 | 1946 | 1954 |
| ---- | ---- | ---- | ---- | ---- | ---- | ---- | ---- | ---- |
| 560  | 584  | 560  | 535  | 508  | 521  | 572  | 534  | 507  |

| 1962 | 1968 | 1975 | 1982 | 1990 | 1999 | 2006 | 2011 | 2016 |
| ---- | ---- | ---- | ---- | ---- | ---- | ---- | ---- | ---- |
| 422  | 348  | 407  | 561  | 651  | 607  | 762  | 799  | 826  |

| 2021 | 2022 | - | - | - | - | - | - | - |
| ---- | ---- | - | - | - | - | - | - | - |
| 831  | 833  | - | - | - | - | - | - | - |

### Sports
- Club de football ASR.

## Économie

### Revenus de la population et fiscalité
En 2018, le nombre de ménages fiscaux de la commune était de 297, représentant 825 personnes et la  médiane du revenu disponible par unité de consommation  de 25 200 euros.

### Emploi
En 2017 , le nombre total d’emplois dans la zone était de 105, occupant 392 actifs  résidants.
Le taux d'activité de la population (actifs ayant un emploi) âgée de 15 à 64 ans s'élevait à 73,6 % contre un taux de chômage de 6,4 %. 
Les 20 % d’inactifs se répartissent de la façon suivante : 8,8 % d’étudiants et stagiaires non rémunérés, 6,9 % de retraités ou préretraités et 4,3 % pour les autres inactifs.

### Secteurs d'activité

#### Entreprises et commerces
En 2019, le nombre d’unités légales et d’établissements (activités marchandes hors agriculture. ) par secteur d'activité était de 37 dont 2 dans l’industrie manufacturière, industries extractives et autres, 8 dans la construction, 10 dans le commerce de gros et de détail, transports, hébergement et restauration, 1 dans l’Information et communication, 4 dans les activités financières et d'assurance, 5 dans les activités immobilières, 4 dans les activités spécialisées, scientifiques et techniques et activités de services administratifs et de soutien, 1 dans l’administration publique, enseignement, santé humaine et action sociale et 2  étaient relatifs aux autres activités de services.
En 2020, 8 entreprises ont été créées sur le territoire de la commune, dont 6 individuelles.
Au 1er janvier 2021, la commune ne disposait pas d’hôtel et de terrain de camping.

#### Agriculture
Rampillon est dans la petite région agricole dénommée la « Brie centrale », une partie de la Brie autour de Mormant. En 2010, l'orientation technico-économique de l'agriculture sur la commune est la culture de céréales et d'oléoprotéagineux (COP).
Si la productivité agricole de la Seine-et-Marne se situe dans le peloton de tête des départements français, le département enregistre un double phénomène de disparition des terres cultivables (près de 2 000 ha par an dans les années 1980, moins dans les années 2000) et de réduction d'environ 30 % du nombre d'agriculteurs dans les années 2010. Cette tendance se retrouve au niveau de la commune où le nombre d’exploitations est passé de 16 en 1988 à 15 en 2010. Parallèlement, la taille de ces exploitations augmente, passant de 96 ha en 1988 à 116 ha en 2010.
Le tableau ci-dessous présente les principales caractéristiques des exploitations agricoles de Rampillon, observées sur une période de 22 ans : 
|                                      | 1988  | 2000  | 2010  |
| ------------------------------------ | ----- | ----- | ----- |
| Dimension économique,                |       |       |       |
| Nombre d’exploitations (u)           | 16    | 15    | 15    |
| Travail (UTA)                        | 33    | 30    | 23    |
| Surface agricole utilisée (ha)       | 1 538 | 2 160 | 1 742 |
| Cultures                             |       |       |       |
| Terres labourables (ha)              | 1 498 | 2 131 | 1 728 |
| Céréales (ha)                        | 1 039 | 1 467 | 1 190 |
| dont blé tendre (ha)                 | 632   | 987   | 790   |
| dont maïs-grain et maïs-semence (ha) | 303   | 239   | 249   |
| Tournesol (ha)                       | 97    |       |       |
| Colza et navette (ha)                | 46    | 71    | s     |
| Élevage                              |       |       |       |
| Cheptel (UGBTA)                      | 212   | 73    | 91    |

## Culture locale et patrimoine

### Lieux et monuments
- L'église Saint-Éliphe du XIIIe siècle située sur une butte qui domine la plaine de Brie est classée au titre des monuments historiques[66]. Traditionnellement les représentations du Jugement Dernier présentent d'un côté les Élus et de l'autre les Damnés. La particularité ici est qu'il n'y a aucun damné.
- Le monument aux morts de la guerre 1914-1918, signé Edme Marie Cadoux.
- Bornes en grès fleurdelysées no 34 et 35 le long de la D 619 (XVIIe siècle), classées au titre des monuments historiques[67].

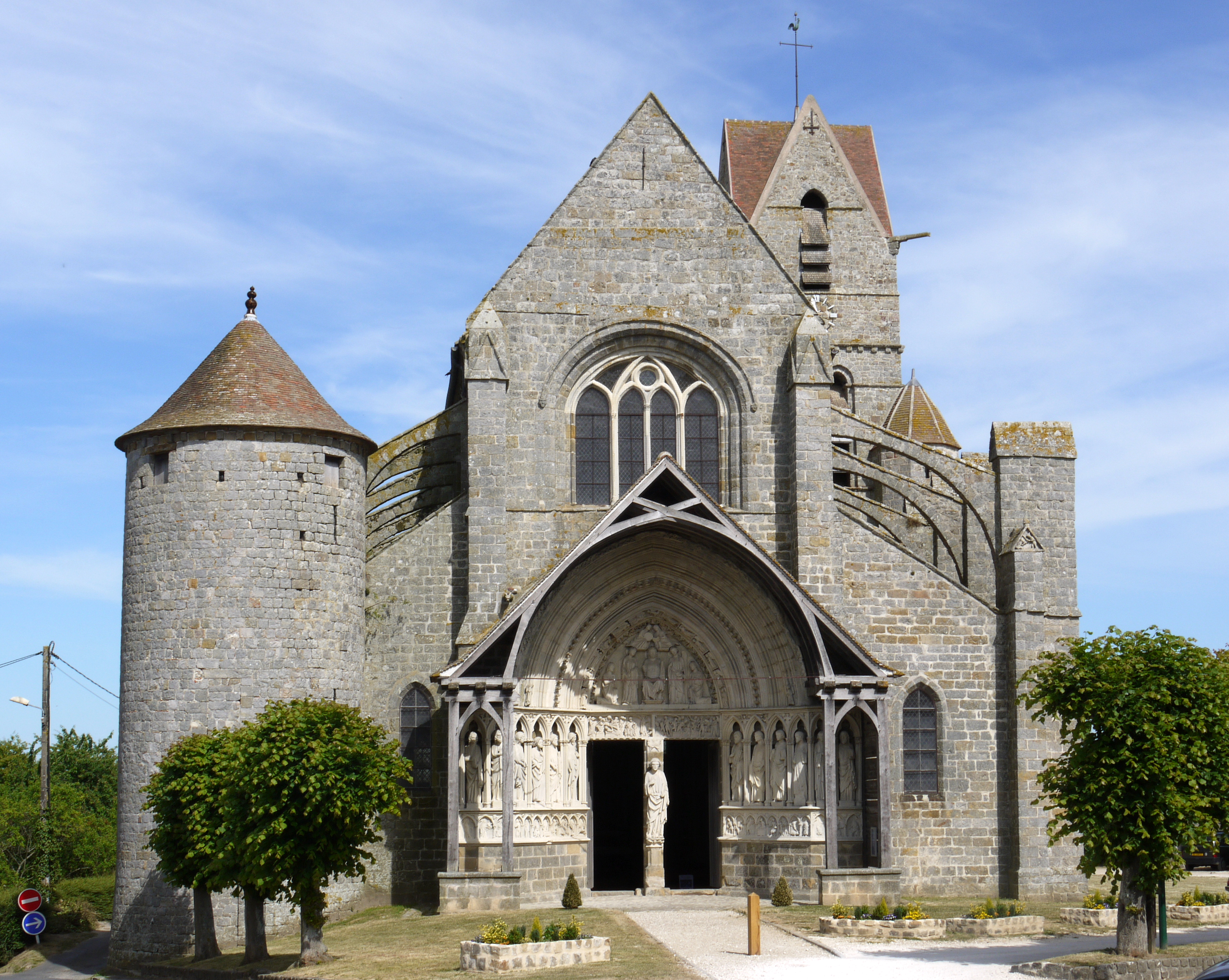
Façade.
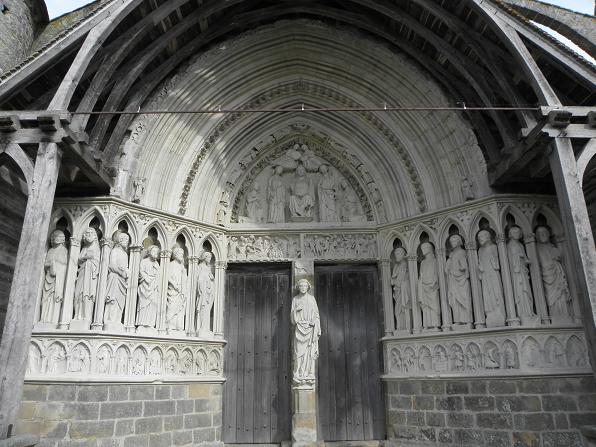
Portail occidental : collège apostolique et Jugement Dernier.
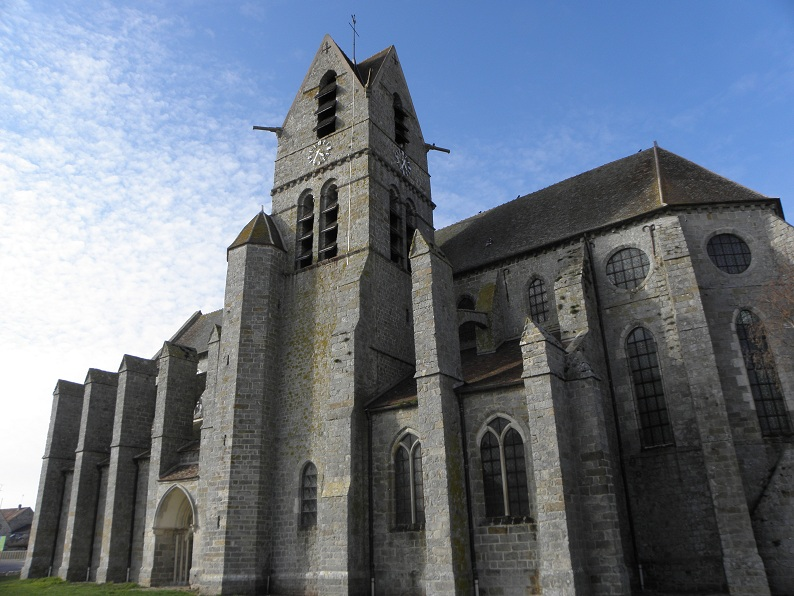
Vue méridionale de l'église.
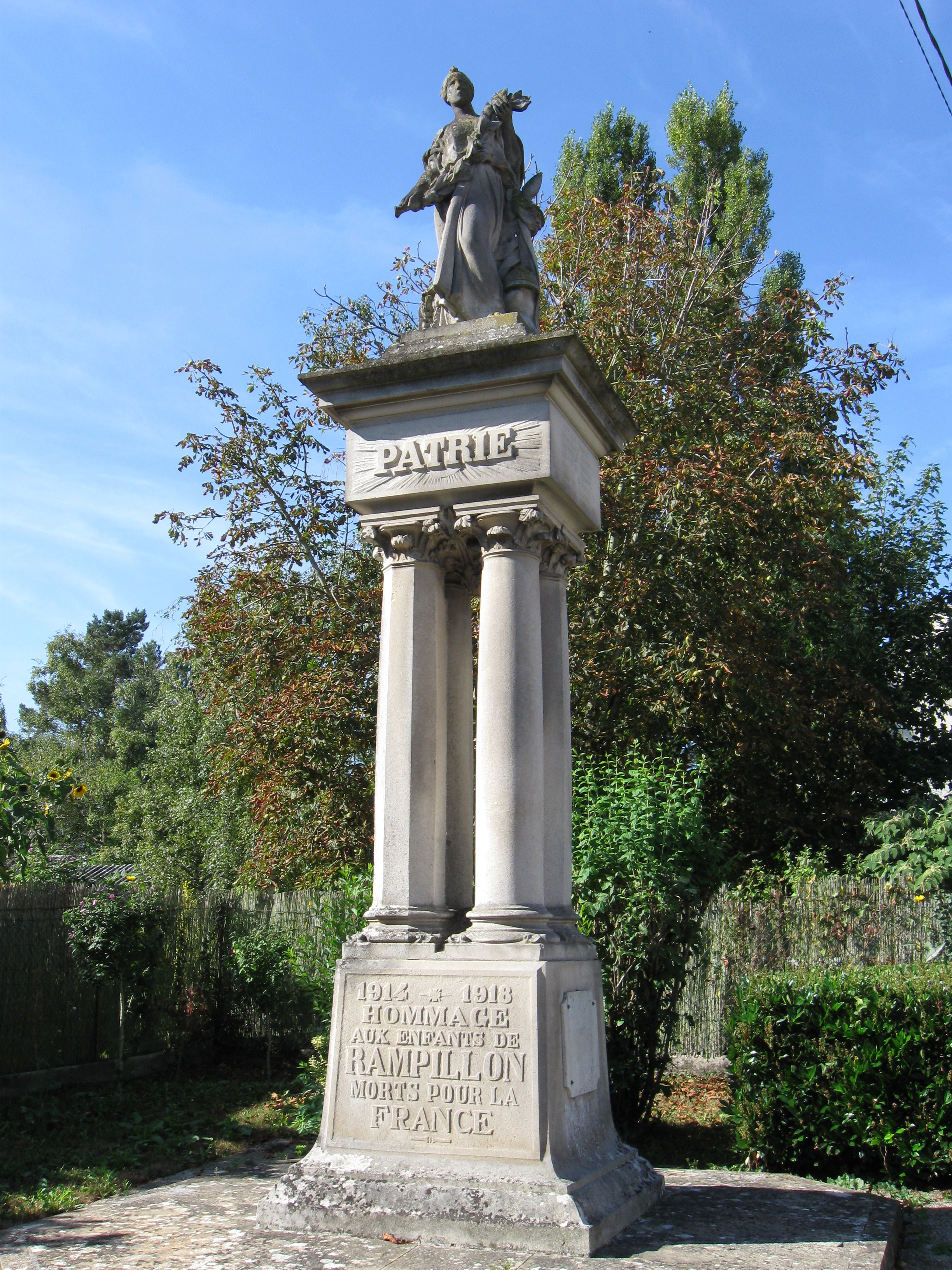
Le monument aux morts.

### Personnalités liées à la commune
- Michel Vocoret (1938-2016), comédien, réalisateur et scénariste français, y est né

### Héraldique
| Blason de Rampillon | Blason  | D'azur à la façade de l'église du lieu d'or; au chef d'argent chargé de trois croisettes ancrée de gueules. |
| Blason de Rampillon | Détails | Le statut officiel du blason reste à déterminer.                                                            |